# Replay (Mr.Childrenの曲)
『Replay』（リプレイ）は、日本のバンド・Mr.Childrenによる3枚目のシングル。1993年7月1日にトイズファクトリーより発売された。

## 概要
前作『抱きしめたい』から約8ヵ月ぶりのシングルで、前作と同様に横向きのデザインのジャケットとなっている。アートディレクターは信藤三雄。

## チャート成績
グリコ「ポッキー」のCMソングに起用され、その効果もあってオリコン週間シングルチャートにおいて最高順位19位を記録、Mr.Childrenのシングルでは初のTOP20入りを果たした。累計売上は8.8万枚（オリコン調べ）。1995年9月、日本レコード協会からゴールドディスク（旧基準。出荷枚数20万枚以上）に認定された。

## 収録曲
| 全編曲: 小林武史 & Mr.Children。 |                                   |                    |                    |       |
| #                                | タイトル                          | 作詞               | 作曲               | 時間  |
| 1.                               | 「Replay」                        | 桜井和寿           | 桜井和寿           | 4:32  |
| 2.                               | 「All by myself」                 | 桜井和寿・小林武史 | 桜井和寿・小林武史 | 4:34  |
| 3.                               | 「Replay (Instrumental Version)」 |                    | 桜井和寿           | 4:30  |
| 合計時間:                        | 合計時間:                         | 合計時間:          | 合計時間:          | 13:36 |

## 楽曲解説
1. Replay
  - グリコ「ポッキー」CMソング[1]。イントロの後、サビから始まる部分は15秒でちょうどCMへ収まるようになっている。
  - 同年の春には既に完成しており、桜井和寿は「でもアレンジとかはCMで流れることが初めからわかってたから、画面から出てきたときにどういうインパクトで聴こえてくるのか、みたいなことを考えて作ったりしましたけどね。〈中略〉たとえばジェームス・テイラーみたいにアコースティックな感じにもできるしね? で、とにかくバーンと出てくる音の感触をスケール感の大きなものにしたくてああなったんですけど」と語っている[3]。
  - また、桜井は「恋人同士なんだけど、倦怠期でつまづきの時期を、別れとかのテーマじゃなくて、前向きなもので書きたくて」とも語っている[4]。
  - 桜井にとって縁のある山形県の原風景が歌われている楽曲[5]。恋に落ちてからお互いに慣れすぎたあまり、別れ話の1つも出始めたカップルがその倦怠期を乗り越えてから、どうやって前向きに歩んでいけるかが曲のテーマとなっている[1]。
  - ミュージック・ビデオが制作され、ニューヨークで撮影が行われた。2018年3月21日発売の『Mr.Children DOME & STADIUM TOUR 2017 Thanksgiving 25』に収録されている。監督は岡田俊二。
  - ライブでの披露はごく稀で、『Mr.Children STADIUM TOUR 2011 SENSE -in the field-』にて17年ぶりに演奏され、同時に初めて映像化された。
2. All by myself
  - 2ndアルバム『Kind of Love』からのリカット。

## ライブ映像作品
Replay
| 作品名                                             |
| -------------------------------------------------- |
| Mr.Children STADIUM TOUR 2011 SENSE -in the field- |

All by myself

## 収録アルバム
- 『Versus』 (#1)
- 『Mr.Children 1992-1995』 (#1)
- 『Mr.Children 1992-2002 Thanksgiving 25』 (#1)
- 『Kind of Love』 (#2)

## カバー
- Replay
  - SOTTE BOSSE（2007年、アルバム『moment』に収録）